# Fans of Adult Media and Entertainment Awards

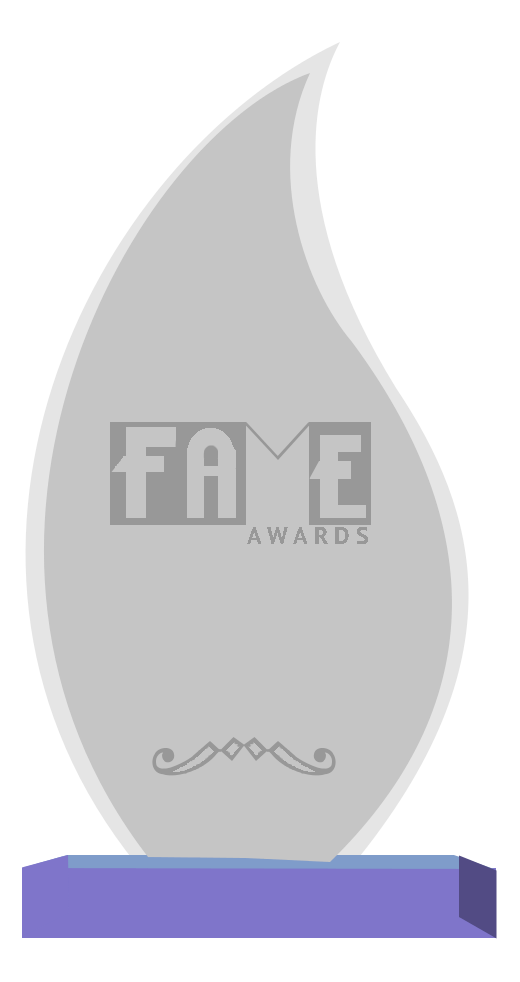

Los Premios F.A.M.E. (Fans of Adult Media and Entertainment Awards en inglés), traducido como: Premios de los Fans para las Películas y Espectáculos para Adultos o (F.A.M.E) fueron creados en 2006 por Genesis, Adam & Eve en su sitio web WantedList.com junto a la revista AVN como un medio para que el público en general pudiera votar por sus artistas favoritos de la industria para adultos.
La votación consta de dos rondas. La primera ronda es la ronda de nominación, los ocho primeros lugares en la primera ronda son los que pasan a la ronda final de votación
Para los premios de 2007, fueron emitidos más de 100.000 votos.
Los premios se presentan durante el show Erotica de Los Ángeles.

## Ganadores
|                                                      | 2006                                  | 2007                 | 2008             | 2009                            | 2010                           |
| Estrella favorita femenina                           | Jenna Jameson                         | Briana Banks         | Tera Patrick     | Shyla Stylez                    | Memphis Monroe                 |
| Estrella favorita masculina                          | Ron Jeremy                            | Randy Spears         | Evan Stone       | Evan Stone                      | Evan Stone                     |
| Estrella favorita (escena oral)                      | Carmen Luvana                         | Jenna Haze           | Shyla Stylez     | Jenna Haze                      | Memphis Monroe                 |
| Estrella favorita (escena anal)                      | Taylor Rain                           | Courtney Cummz       | Jenna Haze       | Belladonna                      | Phoenix Marie                  |
| Mejores senos                                        | Stormy Daniels                        | Stormy Daniels       | Ashlynn Brooke   | Stormy Daniels                  | Memphis Monroe                 |
| Mejor trasero                                        | Jenna Haze                            | Teagan Presley       | Gina Lynn        | Phoenix Marie                   | Memphis Monroe                 |
| Mejor cuerpo                                         | Jenna Jameson                         | Briana Banks         | Jesse Jane       | Shyla Stylez                    | Memphis Monroe                 |
| Novata del año                                       | Alektra Blue y Brandy Talore (empate) | Amy Ried             | Bree Olson       | Jackie Daniels                  | Lupe Fuentes                   |
| Mejor caracterízación en película                    | Pirates                               | Island Fever 4       | Stunner          | Pirates II: Stagnetti's Revenge | Busty Lifeguards               |
| Mejor película Gonzo                                 | Belladonna: No Warning                | Jenna Haze Dark Side | InTERActive      | Lex the Impaler 3               | Brazzers Presents the Parodies |
| Mejor cinta de sexo protagonizada por una celebridad |                                       |                      | 1 Night in Paris |                                 |                                |
| Mejor director                                       | Jules Jordan                          | Jules Jordan         | Stormy Daniels   | Belladonna                      | Jules Jordan                   |
| Chica más sucia del porno                            | Taryn Thomas                          | Belladonna           | Hillary Scott    | Jenna Haze                      | Phoenix Marie                  |
| Mejor estudio                                        |                                       | Vivid Entertainment  | Evil Angel       | Brazzers                        | Vivid Entertainment            |
| Mejor artista o intérprete de todos los tiempos      | Briana Banks                          | Jenna Jameson        | Shyla Stylez     |                                 |                                |
| Mejor estrella subestimada                           |                                       | Nikki Rhodes         | Brooke Haven     | Daisy Marie                     | Lexi Belle                     |
| Estrella MILF/Cougar                                 |                                       | Kristal Summers      | Sienna West      | Julia Ann                       | Lisa Ann                       |